# Yoü and I
„Yoü and I“ je čtvrtý singl z alba Born This Way americké zpěvačky Lady Gaga, jež byl vydán 23. srpna 2011. Produkce se ujal kromě interpretky také Robert Lange. Písmeno ü je v do názvu vloženo pro jejího přítele Lüca Carla. Ve čtyřech příbězích prozrazuje zpěvačka svůj pohled na skutečnou lásku. Proto se stylizuje do různých rolích: robota, muže, panenky či mořské panny. Od data vydání do 19. října se singlu v USA prodalo cca 1,3 milionů kusů, čímž se tak stal již 10. singlem v historii, kterého se prodalo v USA přes 1 million kusů.

## Hudební příčky
| Období (2011)          | Max. příčka |
| ---------------------- | ----------- |
| Austrálie              | 14          |
| Rakousko               | 8           |
| Kanada                 | 10          |
| Francie                | 98          |
| Německo                | 21          |
| Irsko                  | 32          |
| Nový Zéland            | 5           |
| Švýcarsko              | 32          |
| Velká Británie         | 23          |
| U.S. Billboard Hot 100 | 6           |